# ランダー郡 (ネバダ州)
ランダー郡（英: Lander County）は、アメリカ合衆国ネバダ州の郡である。2010年国勢調査での人口は5,775人である。郡庁所在地は国勢調査指定地域のバトル・マウンテンである。

## 歴史
ランダー郡は1861年にネバダ準州が創設されたときの9郡の1つだった。1857年にこの地域を通した連邦政府馬車道を造った主任技師フレデリック・W・ランダーに因む命名だった。ランダーはその後地域特別インディアン代理人を務め、南北戦争中の1862年に准将の位にあったときにバージニア州で死んだ。1861年に設立された頃、ポニー・エクスプレスの経路沿いリース川付近での鉱山ブームで成長し、現在のチャーチル郡とハンボルト郡のかなりの部分も取り込んでいた。ランダー郡からはエルコ郡、ホワイトパイン郡およびユーレカ郡が分離して設立されたので、「郡の母」と呼ばれるようになった。最初の郡庁所在地はジェイコブスビルであり、1863年にオースティンに、最終的に1979年にバトル・マウンテンに移された。

## 地理
アメリカ合衆国国勢調査局に拠れば、郡域全面積は5,519平方マイル (14,294.1 km2)であり、このうち陸地は5,494平方マイル (14,229.4 km2)、水域は26平方マイル (67.3 km2)で水域率は0.47%である。

### 隣接する郡
- エルコ郡 - 北
- ユーレカ郡 - 東
- ナイ郡 - 南
- チャーチル郡 - 西
- パーシング郡 - 西
- ハンボルト郡 - 北西

### 国立保護地域
- トイヤベ国立の森（部分）

## 人口動態
以下は2000年国勢調査による人口統計データである。
| 基礎データ - 人口: 5,794人 - 世帯数: 2,093 世帯 - 家族数: 1,523 家族 - 人口密度: 0人/km2（1人/mi2） - 住居数: 2,780軒 - 住居密度: 0軒/km5（0/mi2） 人種別人口構成 - 白人: 84.41% - アフリカン・アメリカン: 0.21% - ネイティブ・アメリカン: 3.99% - アジア人: 0.35% - 太平洋諸島系: 0.03% - その他の人種: 8.66% - 混血: 2.35% - ヒスパニック・ラテン系: 18.52% 年齢別人口構成 - 18歳未満: 32.2% - 18-24歳: 6.8% - 25-44歳: 29.0% - 45-64歳: 25.0% - 65歳以上: 7.0% - 年齢の中央値: 34歳 - 性比（女性100人あたり男性の人口） - 総人口: 105.5 - 18歳以上: 105.5 | 世帯と家族（対世帯数） - 18歳未満の子供がいる: 39.7% - 結婚・同居している夫婦: 59.7% - 未婚・離婚・死別女性が世帯主: 8.1% - 非家族世帯: 27.2% - 単身世帯: 22.3% - 65歳以上の老人1人暮らし: 5.0% - 平均構成人数 - 世帯: 2.73人 - 家族: 3.23人 収入と家計 - 収入の中央値 - 世帯: 46,067米ドル - 家族: 51,538米ドル - 性別 - 男性: 45,375米ドル - 女性: 22,197米ドル - 人口1人あたり収入: 16,998米ドル - 貧困線以下 - 対人口: 12.5% - 対家族数: 8.6% - 18歳未満: 13.5% - 65歳以上: 12.9% |

## 未編入の町
- バトル・マウンテン、5,775人（2010年）
- オースティン、340人（2004年）
- キングストン、288人（2005年）
- ガリーナ、10人
- ピッツバーグ
- リキシー